# 장군의 딸들
"장군의 딸들"은 1971년 공개된 대한민국의 영화이다.

## 배역
- 김희라
- 문희